# Liste der PlayStation-VR-Spiele
Diese Liste der PlayStation-VR-Spiele listet bereits erhältliche sowie angekündigte Spiele für die PlayStation VR auf.

## Bereits in Europa veröffentlichte Spiele
| Titel                                                       | Entwickler                                  | Herausgeber                                 | Genre                | Spiel / Experience | Veröffentlichung D/A/CH |
| ----------------------------------------------------------- | ------------------------------------------- | ------------------------------------------- | -------------------- | ------------------ | ----------------------- |
| Star Wars: Squadrons                                        | Motive Studios                              | Electronic Arts                             | Simulation           | Spiel              | 02.10.2020              |
| Marvel’s Iron Man VR                                        | Camouflaj                                   | Sony Interactive Entertainment              | Action, Abenteuer    | Spiel              | 03.07.2020              |
| Dreams                                                      | Media Molecule                              | Sony Interactive Entertainment              | Abenteuer            | Spiel              | 14.02.2020              |
| Concrete Genie                                              | Pixelopus                                   | Sony Interactive Entertainment              | Action, Abenteuer    | Spiel              | 09.10.2019              |
| OhShape                                                     | Odders Lab                                  | Odders Lab                                  | MUSIC/RHYTHM         | Spiel              | 24.09.2020              |
| Budget Cuts                                                 | Neat Corporation                            | Neco Software                               | Abenteuer            | Spiel              | 25.09.2020              |
| Swordsman VR                                                | Sinn Studio                                 | Sinn Studio                                 | Action               | Spiel              | 25.09.2020              |
| The Walking Dead Onslaught                                  | Survios                                     | Survios                                     | Horror               | Spiel              | 29.09.2020              |
| Until You Fall                                              | Schell Games                                | Schell Games                                | Abenteuer            | Spiel              | 29.09.2020              |
| Mortal Blitz: Combat Arena                                  | Skonec Entertainment                        | Skonec Entertainment                        | Shooter              | Spiel              | 08.10.2020              |
| Ninja Legends                                               |                                             | Perpetual                                   | Action               | Spiel              | 30.10.2020              |
| Twilight Path                                               | Charm Games                                 | Charm Games                                 | Abenteuer            | Spiel              | 04.11.2020              |
| A Fisherman's Tale                                          | Innerspace                                  | Vertigo Games                               | Abenteuer            | Spiel              | 05.11.2020              |
| Final Assault                                               | Phaser Lock Interactive                     | Phaser Lock Interactive                     | Action               | Spiel              | 05.11.2020              |
| Focus on you                                                | Smilegate Entertainment                     | Smilegate Entertainment                     | Abenteuer            | Spiel              | 10.11.2020              |
| Darkness Rollercoaster                                      | Creative VR 3D                              | Creative VR 3D                              | Arcade               | Spiel              | 16.11.2020              |
| Swords of Gargantua                                         | Thirdverse                                  | Thirdverse                                  | Action               | Spiel              | 08.12.2020              |
| Brain Beats                                                 | Frost Earth Studio                          | My World                                    | MUSIC/RHYTHM         | Spiel              | 13.01.2021              |
| Bullet Roulette                                             | Fibrum                                      | Fibrum                                      | Party                | Spiel              | 21.01.2021              |
| TRIPP: Fitness für dein Inneres                             | TRIPP                                       | TRIPP                                       | Casual Game          | Spiel              | 01.02.2021              |
| Yupitergrad                                                 | Gamedust                                    | Perp Games                                  | Arcade               | Spiel              | 25.02.2021              |
| Doom 3: VR Edition                                          | Archiact                                    | Bethesda                                    | Action               | Spiel              | 29.03.2021              |
| ALVO VR                                                     | Mardonpol                                   | OutsideIn Entertainment                     | Shooter              | Spiel              | 13.04.2021              |
| Altdeus: Beyond Chronos                                     | MyDearest                                   | MyDearest                                   | Abenteuer            | Spiel              | 15.04.2021              |
| Maskmaker                                                   | Innerspace VR                               | MWM Interactive                             | Abenteuer            | Spiel              | 20.04.2021              |
| Star Wars Pinball VR                                        | Zen Studios                                 | Zen Studios                                 | Simulation           | Spiel              | 29.04.2021              |
| Layers of Fear VR                                           | Bloober Team                                | Bloober Team                                | Horror               | Spiel              | 29.04.2021              |
| Horror Adventure VR                                         | Yash Future Tech Solutions                  | Yash Future Tech Solutions                  | Horror               | Spiel              | 29.04.2021              |
| Solaris Offworld Combat                                     | First Contact Entertainment                 | First Contact Entertainment                 | Shooter              | Spiel              | 18.05.2021              |
| Minotaur Arcade Volume 1                                    | LLAMASOFT                                   | LLAMASOFT                                   | Arcade               | Spiel              | 10.10.2019              |
| Warzone VR                                                  | Sinn Studio Inc.                            | Sinn Studio Inc.                            | Action               | Spiel              | 15.10.2019              |
| SYREN                                                       | Hammerhead Interactive                      | Hammerhead Interactive                      | Action               | Spiel              | 31.10.2019              |
| AUDICA                                                      | Harmonix Music Systems Inc.                 | Harmonix Music Systems Inc.                 | MUSIC/RHYTHM         | Spiel              | 12.11.2019              |
| VR Ping Pong Pro                                            | One-O-One Games                             | Merge Games                                 | Fitness              | Spiel              | 12.11.2019              |
| Doctor Who: The Edge of Time                                | Playstack Limited                           | Playstack Limited                           | Abenteuer            | Spiel              | 12.11.2019              |
| Kitten'd                                                    | Star Vault AB                               | Star Vault AB                               | Simulation           | Spiel              | 18.11.2019              |
| Golem                                                       | Highwire Games                              | Highwire Games                              | Action               | Spiel              | 18.11.2019              |
| Last Labyrinth                                              | Amata KK                                    |                                             | Rätsel               | Spiel              | 13.11.2019              |
| CoolPaintrVR Deluxe Edition                                 | Wildbit Studios                             | Singular People                             | Abenteuer            | Spiel              | 07.11.2019              |
| Blind Spot                                                  | Unlimited Fly                               | Unlimited Fly                               | Rätsel               | Spiel              | 06.11.2019              |
| Reborn: A Samurai Awakens                                   | Geronimo Interactive                        |                                             | Action               | Spiel              | 06.11.2019              |
| The Curious Tale of the Stolen Pets                         | Fast Travel Games                           | Fast Travel Games                           | Abenteuer            | Spiel              | 20.11.2019              |
| Ski Jumping Pro VR                                          | Kalypso Media                               | Kalypso Media                               | Simulation           | Spiel              | 06.12.2019              |
| Hatsune Miku VR                                             |                                             | Crypton Future Media                        | MUSIC/RHYTHM         | Spiel              | 05.12.2019              |
| Shuttle Commander                                           | Immersive VR Education                      | Immersive VR Education                      | Abenteuer            | Spiel              | 03.12.2019              |
| Stardust Odyssey                                            | Agharta Studios                             | Agharta Studios                             | Action               | Spiel              | 03.12.2019              |
| Touring Karts                                               | Ivanovich Games                             | Ivanovich Games                             | Action               | Spiel              | 12.12.2019              |
| Wolfenstein: Resistance Bundle                              |                                             | Bethesda                                    | Action               | Spiel              | 16.12.2019              |
| Pinball FX2 VR Ultimate Bundle                              | Zen Studios                                 | Zen Studios                                 | Arcade               | Spiel              | 13.12.2019              |
| Contagion VR: Outbreak                                      | Monochrome                                  | Monochrome                                  | Horror               | Spiel              | 16.12.2019              |
| FOCUS on YOU Holiday Special Edition                        | Smilegate Entertainment                     | Smilegate Entertainment                     | Abenteuer            | Spiel              | 16.12.2019              |
| SACRALITH: The Archer`s Tale                                | Odd-meter Studio                            | Odd-meter Studio                            | Action               | Spiel              | 17.12.2019              |
| nDreams VR Bundle                                           | nDreams                                     | nDreams                                     | Shooter              | Spiel              | 17.12.2019              |
| ArtPulse                                                    | Mekiwi                                      | Mekiwi                                      | Abenteuer            | Spiel              | 17.12.2019              |
| Mini Motor Racing X                                         | The Binary Mill                             | The Binary Mill                             | Rennsport            | Spiel              | 17.12.2019              |
| Dinosaur Island VR                                          | Lakento                                     |                                             | Action               | Spiel              | 18.12.2019              |
| HOMESTAR VR Special Edition-Home Planetarium-               | Pocket Ohira Tech                           | Pocket Ohira Tech                           | Casual Game          | Spiel              | 19.12.2019              |
| Shadow Legend VR                                            | VitruviusVR                                 | VitruviusVR                                 | Abenteuer            | Spiel              | 21.01.2020              |
| Viking Days                                                 | VRMonkey                                    | VRMonkey                                    | Action               | Spiel              | 28.01.2020              |
| Bullet Sorrow VR                                            | Park ESM                                    | Park ESM                                    | Action               | Spiel              | 20.02.2020              |
| Throw Anything                                              | Visual Light                                | Visual Light                                | Action               | Spiel              | 06.02.2020              |
| Space Channel 5 VR Kinda Funky News Flash!                  | Grounding                                   | Grounding                                   | MUSIC/RHYTHM         | Spiel              | 26.02.2020              |
| Separation                                                  | Recluse Industries                          | Recluse Industries                          | Rätsel               | Spiel              | 03.03.2020              |
| Freedriver: Triton Down                                     | Archiact Interactive                        | Archiact Interactive                        | Action               | Spiel              | 03.03.2020              |
| A-Tech Cybernetic VR                                        | Xreal Games                                 | Xreal Games                                 | Action               | Spiel              | 26.03.2020              |
| The Room VR: A Dark Matter                                  | Fireproof Games                             | Fireproof Games                             | Rätsel               | Spiel              | 26.03.2020              |
| Paper Beast                                                 | Pixel Reef                                  | Pixel Reef                                  | Simulation           | Spiel              | 24.03.2020              |
| The Rabbit Hole                                             | VRMonkey                                    | VRMonkey                                    | Horror               | Spiel              | 18.03.2020              |
| Golem                                                       | Highwire Games                              | Highwire Games                              | Action               | Spiel              | 18.11.2019              |
| Spuds Unearthed                                             | Gamedust                                    | Gamedust                                    | Action               | Spiel              | 23.04.2020              |
| Megalith VR                                                 | Disruptive Games                            | Disruptive Games                            | Action               | Spiel              | 08.04.2020              |
| A Room Where Art Conceals                                   | Shanghai Oriental Pearl Culture Development | Shanghai Oriental Pearl Culture Development | Rätsel               | Spiel              | 07.04.2020              |
| Form                                                        | Charm Games                                 | Charm Games                                 | Abenteuer            | Spiel              | 07.04.2020              |
| Down the Rabbit Hole                                        | Cortopia                                    | Cortopia                                    | Abenteuer            | Spiel              | 01.05.2020              |
| The Walking Dead: Saints and Sinners                        | Skydance Interactive                        | Skydance Interactive                        | Action               | Spiel              | 05.05.2020              |
| Coaster                                                     | Monster Paw                                 | Binarie                                     | Action               | Spiel              | 17.02.2020              |
| Espire 1: VR Operative                                      | Digital Lode                                | Tripwire Interactive                        | Shooter              | Spiel              | 22.11.2019              |
| Party Pumper                                                |                                             | Fibrum                                      | MUSIC/RHYTHM         | Spiel              | 25.06.2020              |
| Pixel Ripped 1995                                           | Pixel Ripped                                | Pixel Ripped                                | Abenteuer            | Spiel              | 02.06.2020              |
| Crisis VRigade 2                                            | Sumalab                                     | Sumalab                                     | Shooter              | Spiel              | 14.07.2020              |
| Dance Collider                                              |                                             | EmergeWorlds                                | MUSIC/RHYTHM         | Spiel              | 09.07.2020              |
| Let's Create! Pottery VR                                    |                                             | Infinite Dreams                             | Abenteuer            | Spiel              | 08.07.2020              |
| Hotel R’n’R                                                 |                                             |                                             | Party                | Spiel              | 28.05.2020              |
| Gorn                                                        | Free Lives                                  | Devolver Digital                            | Einmalig             | Spiel              | 19.05.2020              |
| Konrad's Kittens - Katzendesign Bundle                      | Fusion Play                                 | Fusion Play                                 | Familie              | Spiel              | 30.04.2020              |
| Tilt Brush von Google                                       | Google                                      | Sony Interactive Entertainment Europe       | Abenteuer            | Spiel              | 27.03.2020              |
| Apocalypse Rider                                            | VRMonkey                                    | VRMonkey                                    | Rennsport            | Spiel              | 11.03.2020              |
| Galactic Collection                                         |                                             |                                             | Action               | Spiel              | 18.02.2020              |
| Crazy Machines VR                                           | FAKT Software                               | FAKT Software                               | Rätsel               | Spiel              | 18.10.2019              |
| Pistol Whip                                                 | Cloudhead Games                             | Cloudhead Games                             | Action               | Spiel              | 30.07.2020              |
| Darkness Rollercoaster - Anniversary Edition                | Creative VR3D                               | Creative VR3D                               | Action               | Spiel              | 07.08.2020              |
| Vader Immortal: A Star Wars VR Series                       | ILMxLAB                                     | Disney Interactive                          | Abenteuer            | Spiel              | 25.08.2020              |
| Virtual Virtual Reality                                     | Tender Claws                                | Tender Claws                                | Rätsel               | Spiel              | 15.10.2019              |
| Blood & Truth                                               | SIE London Studio                           | Sony Interactive Entertainment              | Action               | Spiel              | 29.05.2019              |
| Immortal Legacy: The Jade Cipher                            | VIVA Games                                  | Sony Interactive Entertainment              | Action / Horror      | Spiel              | 17.04.2019              |
| The Wizards - Enhanced Edition                              | Carbon Studio SA                            | Carbon Studio SA                            | Action               | Spiel              | 12.03.2019              |
| VERTI-GO HOME!                                              | Trucker VR                                  | Trucker VR                                  | Arcade               | Spiel              | 11.03.2019              |
| MiniWood VR                                                 | IT-Spengler                                 | IT-Spengler                                 | Arcade               | Spiel              | 25.02.2019              |
| ChromaGun Bundle                                            | Pixel Manicas                               | Pixel Manicas                               | Rätsel               | Spiel              | 26.02.2019              |
| Honor and Duty: D-Day                                       | Strange Games Studios                       | Strange Games Studios                       | Action               | Spiel              | 26.02.2019              |
| Kingdom Hearts: VR Experience                               | Square Enix                                 | Square Enix                                 | Rollenspiel          | Spiel              | 28.02.2019              |
| Dead Land VR                                                | Kodobur                                     | Kodobur                                     | Horror               | Spiel              | 15.02.2019              |
| Crisis VRigade                                              | Sumalab                                     | Sumalab                                     | Arcade               | Spiel              | 15.02.2019              |
| TrainerVR                                                   | Sumalab                                     | Sumalab                                     | Casual Game          | Spiel              | 15.02.2019              |
| ChromaGun VR                                                | Pixel Maniacs                               | Pixel Maniacs                               | Rätsel               | Spiel              | 19.02.2019              |
| Dick Wilde 2                                                | PlayStack Ltd.                              | PlayStack Ltd.                              | Action               | Spiel              | 19.02.2019              |
| Intruders: Hide and Seek                                    | Tessera Studios S.L.                        | Tessera Studios S.L.                        | Action               | Spiel              | 13.02.2019              |
| XING: The Land Beyond                                       | White Lotus Interactive                     | White Lotus Interactive                     | Abenteuer            | Spiel              | 13.02.2019              |
| Eden-Tomorrow                                               | SoulPix                                     | SoulPix                                     | Action               | Spiel              | 12.02.2019              |
| The Mage's Tale                                             | InXile Entertainment                        | InXile Entertainment                        | Action               | Spiel              | 05.02.2019              |
| Anyone’s Diary                                              | World Domination Project                    | Sony Interactive Entertainment España       | Rätsel               | Spiel              | 31.01.2019              |
| A Fisherman’s Tale                                          | Innerspace VR                               | Vertigo Games                               | Rätsel               | Spiel              | 22.01.2019              |
| Ace Combat 7: Skies Unknown                                 | Project Aces                                | Bandai Namco Entertainment                  | Action               | Spiel              | 18.01.2019              |
| Megalith                                                    | Disruptive Games                            | Disruptive Games                            | Action               | Spiel              | 08.01.2019              |
| Gun Club VR                                                 | The Binary Mill                             | The Binary Mill                             | Arcade               | Spiel              | 18.12.2018              |
| RollerCoaster Arcade VR Bundle                              | WarDucks Ltd                                | WarDucks Ltd                                | Arcade               | Spiel              | 18.12.2018              |
| Transpose                                                   | Secret Location Inc.                        | Secret Location Inc.                        | Rätsel               | Spiel              | 21.12.2018              |
| Borderlands 2 VR                                            | Gearbox Software                            | 2K Games                                    | Shooter, Rollenspiel | Spiel              | 14.12.2018              |
| AFFECTED: The Manor                                         | Fallen Planet Studios                       | Fallen Planet Studios                       | Casual Game          | Spiel              | 14.12.2018              |
| Guns'n'Stories: Bulletproof VR                              | MiroWin                                     | MiroWin                                     | Action               | Spiel              | 11.12.2018              |
| Titanic VR                                                  | Immersive VR Education                      | VR Education Holdings PLC                   | Abenteuer            | Spiel              | 06.12.2018              |
| Red Matter                                                  | Vertical Robot                              | Vertical Robot                              | Abenteuer            | Spiel              | 06.12.2018              |
| Tetris Effect                                               | Monstars Inc.                               | Sony Interactive Entertainment              | Puzzle               | Spiel              | 09.11.2018              |
| Gungrave VR                                                 | RED / DEVELOPMENT                           | Marvelous Europe Limited                    | Action               | Spiel              | 07.12.2018              |
| Space Pirate Trainer                                        | I-Illusions                                 | I-Illusions                                 | Action               | Spiel              | 27.11.2018              |
| Rush VR                                                     | Nextgen Reality                             | Nextgen Reality                             | Rennsport            | Spiel              | 04.12.2018              |
| Arca's Path VR                                              | Rebellion                                   | Rebellion                                   | Casual Game          | Spiel              | 04.12.2018              |
| In Death                                                    | Sólfar Studios                              | Sólfar Studios                              | Action               | Spiel              | 27.11.2018              |
| Evasion                                                     | Archiact Interactive Ltd                    | Archiact Interactive Ltd                    | Action               | Spiel              | 09.10.2018              |
| Déraciné                                                    | From Software                               | Sony Interactive Entertainment              | Abenteuer            | Spiel              | 06.11.2018              |
| Smash Hit Plunder                                           | Triangular Pixels                           | Perp Games                                  | Casual Game          | Spiel              | 05.10.2018              |
| Astro Bot Rescue Mission                                    | SIE Japan Studio                            | Sony Interactive Entertainment              | Action               | Spiel              | 04.10.2018              |
| Transpose                                                   | Secret Location                             | Sony Interactive Entertainment              | Rätsel               | Spiel              | 06.11.2018              |
| Paper Dolls                                                 | Winking Entertainment                       | Sony Interactive Entertainment              | Abenteuer / Horror   | Spiel              | 31.10.2018              |
| Legends of Catalonia: The Land of Barcelona                 | The Greyskull Company                       | Sony Interactive Entertainment              | Abenteuer            | Spiel              | 02.11.2018              |
| Creed: Rise to Glory                                        | Survios                                     | Survios                                     | Action               | Spiel              | 25.09.2018              |
| Dark Eclipse                                                | Sony Interactive Entertainment              | Sony Interactive Entertainment              | Strategie            | Spiel              | 25.09.2018              |
| The Grand Museum VR                                         | Owlgorithm                                  | Owlgorithm                                  | Casual Game          | Spiel              | 25.09.2018              |
| Transference                                                | Ubisoft                                     | Ubisoft                                     | Abenteuer            | Spiel              | 18.09.2018              |
| Unearthing Mars 2: The Ancient War                          | Winking Ent.                                | Winking Ent.                                | Action               | Spiel              | 19.09.2018              |
| The Chantry                                                 | Steel Minions                               | Steel Minions                               | Lernspiel            | Spiel              | 17.09.2018              |
| Esper                                                       | Coatsink Software Ltd                       | Coatsink Software Ltd                       | Rätsel               | Spiel              | 29.06.2018              |
| Neonwall                                                    | Norain Games                                | JanduSoft                                   | Rätsel               | Spiel              | 13.09.2018              |
| Cold Iron                                                   | Catch & Release                             | Catch & Release                             | Puzzle               | Spiel              | 28.08.2018              |
| Bow to Blood                                                | Tribetoy                                    | Tribetoy                                    | Action               | Spiel              | 28.08.2018              |
| SculptrVR                                                   | SculptrVR, Inc.                             | SculptrVR, Inc.                             | Abenteuer            | Spiel              | 31.08.2018              |
| Firewall Zero Hour                                          | First Contact Entertainment                 | Sony Interactive Entertainment              | Shooter              | Spiel              | 29.08.2018              |
| Code51: Mecha Arena                                         | Smellyriver Entertainment Technology        | Smellyriver Entertainment Technology        | Shooter              | Spiel              | 28.08.2018              |
| Torn                                                        | Aspyr Media                                 | Aspyr Media                                 | Rätsel               | Spiel              | 28.08.2018              |
| Domino Craft VR                                             | Shanghai Lusion Computer Software           | Shanghai Lusion Computer Software           | Casual Game          | Spiel              | 28.08.2018              |
| Track Lab                                                   | Sony Interactive Entertainment              | Sony Interactive Entertainment              |                      | Spiel              | 22.08.2018              |
| The Perfect Sniper (VR)                                     | Sinn Studio                                 | Sinn Studio                                 | Action               | Spiel              | 09.08.2018              |
| Electronauts                                                | Survios                                     | Survios                                     | Musikspiel           | Spiel              | 07.08.2018              |
| PieceFall Head Spinner Bundle                               | Steel Minions                               | Steel Minions                               | Rätsel               | Spiel              | 31.07.2018              |
| PieceFall                                                   | Steel Minions                               | Steel Minions                               | Rätsel               | Spiel              | 31.07.2018              |
| The Persistence                                             | Firesprite                                  | Firesprite                                  | Survival-Horror      | Spiel              | 24.07.2018              |
| Star Trek™ Bridge Crew: The Next Generation Bundle          | Red Storm Ent.                              | Ubisoft                                     | Abenteuer            | Spiel              | 24.07.2018              |
| Detached                                                    | Anshar Studios                              | Anshar Studios                              | Action               | Spiel              | 24.07.2018              |
| Sea of Memories                                             | Ivanovich Games SL                          | Ivanovich Games SL                          | Rätsel               | Spiel              | 19.07.2018              |
| Dream Match Tennis VR                                       | Bimboosoft                                  | Bimboosoft                                  | Sport                | Spiel              | 10.07.2018              |
| 18 Floors                                                   | Winking Skywalker                           | Winking Skywalker                           | Abenteuer            | Spiel              | 04.07.2018              |
| The Walker                                                  | Winking Skywalker                           | Winking Skywalker                           | Shooter              | Spiel              | 04.07.2018              |
| Homestar VR                                                 | pocket Ohira Tech                           | pocket Ohira Tech                           | Casual Game          | Spiel              | 28.06.2018              |
| Fishing Planet: Happy 4-th of July Pack                     | Fishing Planet                              | Fishing Planet                              | Simulation           | Spiel              | 27.06.2018              |
| Salary Man Escape                                           | Oasis Games                                 | Sony Interactive Entertainment              | Rätsel               | Spiel              | 26.06.2018              |
| Kona VR Bundle                                              | Deep Silver                                 | Deep Silver                                 | Abenteuer            | Spiel              | 19.06.2018              |
| VRobot                                                      | Nival                                       | Nival                                       | Action               | Spiel              | 19.06.2018              |
| The Exorcist: Legion VR                                     | LegionVR                                    | LegionVR                                    | Horror               | Spiel              | 19.06.2018              |
| Dark Legion                                                 | Ice World Ltd                               | Ice World Ltd                               | Shooter              | Spiel              | 15.06.2018              |
| Ranch Planet                                                | Aoga Tech                                   | Aoga Tech                                   | Simulation           | Spiel              | 15.06.2018              |
| Der Illusionist-Andres Iniesta                              | Gamepoch                                    | Gamepoch                                    | Sport                | Spiel              | 14.06.2018              |
| RollerCoaster Legends II: Thor's Hammer                     | WarDucks Ltd                                | WarDucks Ltd                                | Abenteuer            | Spiel              | 31.05.2018              |
| Football Nation VR Tournament 2018                          | Cherry Pop Games Limited                    | Cherry Pop Games Limited                    | Casual Game          | Spiel              | 07.06.2018              |
| Along Together                                              | Turbo Button                                | Turbo Button                                | Rätsel               | Spiel              | 29.05.2018              |
| Animal Force                                                | Sony Interactive Entertainment              | Sony Interactive Entertainment              | Strategie            | Spiel              | 22.05.2018              |
| One Piece Grand Cruise                                      | Bandai Namco                                | Bandai Namco                                | Action               | Spiel              | 22.05.2018              |
| Just In Time Incorporated                                   | Second Wind Interactive                     | Second Wind Interactive                     | Action               | Spiel              | 24.04.2018              |
| CoolPaintr VR                                               | Wildbit Studios                             | Singular People                             | Abenteuer            | Spiel              | 22.05.2018              |
| Floor Plan                                                  | Turbo Button                                | Turbo Button                                | Abenteuer            | Spiel              | 22.05.2018              |
| 2MD: VR Football                                            | Truant Pixel                                | Truant Pixel                                | Sport                | Spiel              | 08.05.2018              |
| Ghostbusters VR: Firehouse                                  | Sony Pictures Virtual Reality               | Sony Pictures Entertainment                 | Action               | Spiel              | 02.05.2018              |
| Killing Floor: Incursion                                    | Tripwire Interactive                        | Tripwire Interactive                        | Shooter              | Spiel              | 01.05.2018              |
| Pirate Flight VR                                            | Andreas Von Lepel                           | Andreas Von Lepel                           | Arcade               | Spiel              | 01.05.2018              |
| Khalid Junge Dumm und Pleite VR                             | Sony Music                                  | Sony Music                                  | Abenteuer            | Spiel              | 25.04.2018              |
| Super Sports Bar & Football VR Bundle                       | Perilous Orbit                              | Cherry Pop Games Limited                    | Casual Game          | Spiel              | 16.04.2018              |
| Operation Warcade                                           | Ivanovich Games                             | Ivanovich Games                             | Shooter              | Spiel              | 11.04.2018              |
| Honor and Duty: Arcade Edition                              | Strange Games Studios                       | Strange Games Studios                       | Action               | Spiel              | 28.03.2018              |
| Virry VR: Wild Encounters                                   | Fountain Digital Labs                       | Fountain Digital Labs                       | Lernspiel            | Spiel              | 09.04.2018              |
| Rick and Morty: Virtual Rick-ality                          | Owlchemy Labs                               | Adult Swim Games                            | Simulation           | Spiel              | 10.04.2018              |
| Time Carnage                                                | Wales Interactive Limited                   | Wales Interactive Limited                   | Action               | Spiel              | 10.04.2018              |
| Planet der Affen VR                                         | Advanced Visual Entertainment               |                                             | Action               | Spiel              | 03.04.2018              |
| Island Time VR                                              | Flight School Studio                        | Project Flight School Inc                   | Arcade               | Spiel              | 03.04.2018              |
| Preta: Vendetta Rising                                      | Illion Corp                                 | YJM Games                                   | Action               | Spiel              | 28.03.2018              |
| Ark Park                                                    | Snail Games                                 | Studio Wildcard                             | Action               | Spiel              | 22.03.2018              |
| Happy Drummer VR                                            | Lusionsoft                                  | Lusionsoft                                  | Musikspiel           | Spiel              | 19.03.2018              |
| Blasters of the Universe                                    | Secret Location                             | Secret Location                             | Shooter              | Spiel              | 27.02.2018              |
| The American Dream                                          | Samurai Punk                                | Samurai Punk                                | Shooter              | Spiel              | 14.03.2018              |
| Knockout League                                             | Grab Games                                  | Grab Games                                  | Sport                | Spiel              | 08.03.2018              |
| Bravo Team                                                  | Supermassive Games                          | Sony Interactive Entertainment              | Shooter              | Spiel              | 07.03.2018              |
| Hex Tunnel                                                  | Owlgorithm                                  | Owlgorithm                                  | Arcade               | Spiel              | 06.03.2018              |
| Moss                                                        | Polyarc Games                               | Polyarc Games                               | Action               | Spiel              | 27.02.2018              |
| Konrad the Kitten                                           | FusionPlay                                  | FusionPlay                                  | Lernspiel            | Spiel              | 23.02.2018              |
| Sprint Vector                                               | Survios                                     | Survios                                     | Action               | Spiel              | 13.02.2018              |
| Apex Construct                                              | Fast Travel Games                           | Fast Travel Games                           | Action               | Spiel              | 20.02.2018              |
| Out of Ammo                                                 | Zen Studios                                 | RocketWerks                                 | Action               | Spiel              | 30.01.2018              |
| Pierhead Arcade                                             | Mechabit Ltd                                | Mechabit Ltd                                | Arcade               | Spiel              | 30.01.2018              |
| The Inpatient                                               | Supermassive Games                          | Sony Interactive Entertainment              | Abenteuer            | Spiel              | 24.01.2018              |
| StarDrone VR                                                | Beatshapers                                 | Beatshapers                                 | Casual Game          | Spiel              | 24.01.2018              |
| No Heroes Allowed! VR                                       | Sony Interactive Entertainment              | Sony Interactive Entertainment              | Strategie            | Spiel              | 17.10.2017              |
| Accounting Plus                                             | Squanch Games                               | Crows Crows Crows                           | Abenteuer            | Spiel              | 14.02.2018              |
| RollerCoaster Legends                                       | WarDucks Ltd                                | WarDucks Ltd                                | Casual Game          | Spiel              | 21.12.2017              |
| Ultrawings                                                  | Bit Planet Games                            | Bit Planet Games                            | Simulation           | Spiel              | 19.12.2017              |
| Shooty Fruity                                               | nDreams                                     | nDreams                                     | Action               | Spiel              | 19.01.2018              |
| Manifest 99                                                 | Flight School Studio                        | Project Flight School                       | Casual Game          | Spiel              | 19.12.2017              |
| VR The Diner Duo                                            | Whirlybird Games                            | Whirlybird Games                            | Simulation           | Spiel              | 18.12.2017              |
| Justice League VR: The Complete Experience                  | Warner Bros. Interactive Entertainment      | Warner Bros. Interactive Entertainment      | Action               | Spiel              | 05.12.2017              |
| DOOM VFR                                                    | Bethesda                                    | Bethesda                                    | Action               | Spiel              | 01.12.2017              |
| Monster of the Deep: Final Fantasy XV                       | Square Enix                                 | Square Enix                                 | Action               | Spiel              | 21.11.2017              |
| The Elder Scrolls V: Skyrim VR                              | Bethesda                                    | Bethesda                                    | Rollenspiele         | Spiel              | 17.11.2017              |
| DWVR                                                        | Mad Triangles                               | Mad Triangles                               | Action               | Spiel              | 23.11.2017              |
| Rec Room                                                    | Against Gravity                             | Against Gravity                             | Sport                | Spiel              | 21.11.2017              |
| League of War: VR Arena                                     | MunkyFun Inc                                | MunkyFun Inc                                | Action               | Spiel              | 07.11.2017              |
| End Space                                                   | Orange Bridge Studios                       | Orange Bridge Studios                       | Action               | Spiel              | 07.11.2017              |
| Stifled                                                     | Gattai Games                                | Sony Interactive Entertainment              | Action               | Spiel              | 31.10.2017              |
| Gran Turismo Sport                                          | Polyphony Digital                           | Sony Interactive Entertainment              | Rennsport            | Spiel              | 18.10.2017              |
| The Ministry of Time VR: Save the time                      | El Faro del Futuro                          | El Faro del Futuro                          | Simulation           | Spiel              | 27.10.2017              |
| Stunt Kite Masters VR                                       | HandyGames                                  | HandyGames                                  | Simulation           | Spiel              | 25.10.2017              |
| The Invisible Hours                                         | Tequila Works                               | GameTrust                                   | Abenteuer            | Spiel              | 17.10.2017              |
| Raw Data                                                    | Survios                                     | Survios                                     | Shooter              | Spiel              | 18.10.2017              |
| Baskhead Training                                           | VRlines                                     | VRlines                                     | Sport                | Spiel              | 11.10.2017              |
| Light Tracer                                                | Oasis Games                                 | Oasis Games                                 | Rätsel               | Spiel              | 27.09.2017              |
| The Solus Project                                           | Grip Digital                                | Teotl Studios                               | Abenteuer            | Spiel              | 18.09.2017              |
| Radial-G: Racing Revolved                                   | Tammeka Games                               | Tammeka Games                               | Action               | Spiel              | 12.09.2017              |
| Bloody Zombies                                              | nDreams                                     | nDreams                                     | Action               | Spiel              | 12.09.2017              |
| Sneaky Bears                                                | WarDucks Ltd                                | WarDucks Ltd                                | Arcade               | Spiel              | 31.08.2017              |
| Don't Knock Twice                                           | Wales Interactive Limited                   | Wales Interactive Limited                   | Horror               | Spiel              | 05.09.2017              |
| Sparc                                                       | CCP Games                                   | CCP Games                                   | Sport                | Spiel              | 29.08.2017              |
| Dino Frontier                                               | Uber Ent.                                   | Uber Ent.                                   | Simulation           | Spiel              | 01.08.2017              |
| CastleStorm VR Edition                                      | Zen Studios                                 | Zen Studios                                 | Action               | Spiel              | 01.08.2017              |
| VRog                                                        | ByteRockers' Games                          | ByteRockers' Games                          | Action               | Spiel              | 31.07.2017              |
| Theseus                                                     | Forge Reply                                 | Forge Reply                                 | Action               | Spiel              | 26.07.2017              |
| Tiny Trax                                                   | Futurlab Limited                            | Futurlab Limited                            | Rennsport            | Spiel              | 25.07.2017              |
| Smashbox Arena                                              | Archiact                                    | BigBox VR                                   | Shooter              | Spiel              | 25.07.2017              |
| Superhot VR                                                 | Superhot Team                               | Superhot Team                               | Action               | Spiel              | 19.07.2017              |
| RIGS Mechanized Combat League                               | Guerrilla Cambridge                         | Sony Interactive Entertainment              | Shooter              | Spiel              | 13.10.2016              |
| PlayStation VR Worlds                                       | SIE London Studio                           | Sony Interactive Entertainment              | Action               | Spiel              | 13.10.2016              |
| Driveclub VR                                                | Sony Interactive Entertainment              | Sony Interactive Entertainment              | Rennsport            | Spiel              | 13.10.2016              |
| Batman: Arkham VR                                           | Rocksteady Studios                          | Warner Bros. Interactive Entertainment      | Action               | Spiel              | 13.10.2016              |
| Until Dawn: Rush of Blood                                   | Supermassive Games                          | Sony Interactive Entertainment              | Horror               | Spiel              | 13.10.2016              |
| Hustle Kings VR                                             | Epos Game Studios                           | Sony Interactive Entertainment              | Sport                | Spiel              | 13.10.2016              |
| Super Stardust Ultra VR                                     | Sony XDev                                   | Sony Interactive Entertainment              | Shooter              | Spiel              | 13.10.2016              |
| Here They Lie                                               | Tangentlemen                                | Sony Interactive Entertainment              | Action               | Spiel              | 13.10.2016              |
| Tumble VR                                                   | Supermassive Games                          | Sony Interactive Entertainment              | Rätsel               | Spiel              | 13.10.2016              |
| The Playroom VR                                             | SIE Japan Studio                            | Sony Interactive Entertainment              |                      | Spiel              | 10.10.2016              |
| Superhypercube                                              | Kokoromi                                    | Kokoromi                                    | Rätsel               | Spiel              | 13.10.2016              |
| Thumper                                                     | Drool                                       | Drool                                       | Action               | Spiel              | 13.10.2016              |
| Harmonix Music VR                                           | Harmonix Music Systems Inc.                 | Harmonix Music Systems Inc.                 | Musikspiel           | Spiel              | 17.11.2016              |
| Wayward Sky                                                 | Uber Ent.                                   | Uber Ent.                                   | Action               | Spiel              | 28.10.2016              |
| Headmaster                                                  | Frame Interactive                           | Frame Interactive                           | Party                | Spiel              | 13.10.2016              |
| Keep Talking and Nobody Explodes                            | Steel Crate Games                           | Steel Crate Games                           | Party                | Spiel              | 13.10.2016              |
| Job Simulator                                               | Owlchemy Labs                               | Owlchemy Labs                               | Simulation           | Spiel              | 13.10.2016              |
| Hatsune Miku: VR Future Live                                | Sega                                        | Sega                                        | Musikspiel           | Spiel              | 13.10.2016              |
| Hatsune Miku: Project DIVA X                                | Sega                                        | Sega                                        | Musikspiel           | Spiel              | 30.08.2016              |
| Gunjack                                                     | CCP Games                                   | CCP Games                                   | Action               | Spiel              | 24.01.2017              |
| The Assembly                                                | nDreams                                     | nDreams                                     | Rätsel               | Spiel              | 13.10.2016              |
| Loading Human: Chapter 1                                    | Untold Games                                | Maximum Games                               | Abenteuer            | Spiel              | 09.11.2016              |
| Sports Bar VR                                               | Cherry Pop Games Limited                    | Cherry Pop Games Limited                    | Party                | Spiel              | 24.01.2017              |
| Rez Infinite                                                | Monsters                                    | Enhance Games                               | Action               | Spiel              | 13.10.2016              |
| Waddle Home                                                 | Archiact Int.                               | Archiact Int.                               | Rätsel               | Spiel              | 24.01.2017              |
| Volume                                                      | Bithell Games                               | Bithell Games                               | Action               | Spiel              | 19.08.2015              |
| Ace Banana                                                  | Oasis Games                                 | Oasis Games                                 | Shooter              | Spiel              | 13.10.2016              |
| Bound                                                       | Plastic                                     | Sony Interactive Entertainment              | Abenteuer            | Spiel              | 16.08.2016              |
| VEV: Viva Ex Vivo VR Edition                                | Truant Pixel                                | Truant Pixel                                | Simulation           | Spiel              | 17.05.2016              |
| Rise of the Tomb Raider: 20-jähriges Jubiläum               | Crystal Dynamics                            | Square Enix                                 | Action               | Spiel              | 11.10.2016              |
| Pixel Gear                                                  | Oasis Games                                 | Oasis Games                                 | Shooter              | Spiel              | 20.10.2016              |
| Tethered Divine Edition                                     | Secret Sorcery                              | Secret Sorcery                              | Rätsel               | Spiel              | 06.12.2016              |
| Tethered                                                    | Secret Sorcery                              | Secret Sorcery                              | Rätsel               | Spiel              | 25.10.2016              |
| Windlands                                                   | Psytec Games                                | Psytec Games                                | Abenteuer            | Spiel              | 24.01.2017              |
| Weeping Doll                                                | Oasis Games                                 | Oasis Games                                 | Horror               | Spiel              | 27.10.2016              |
| Carnival Games VR                                           | Cat Daddy Games                             | 2K Games                                    | Casual Game          | Spiel              | 24.01.2017              |
| Call Of Duty: Infinite Warfare Jackal Assault VR Experience |                                             | Activision Blizzard                         | Action               | Spiel              | 04.11.2016              |
| Eagle Flight                                                | Ubisoft Montreal                            | Ubisoft                                     | Action               | Spiel              | 24.01.2017              |
| Robinson: The Journey                                       | Crytek                                      | Crytek                                      | Abenteuer            | Spiel              | 09.11.2016              |
| The Brookhaven Experiment                                   | Phosphor Games                              | Phosphor Games                              | Action               | Spiel              | 09.11.2016              |
| Space Rift - Episode 1                                      | BitComposer Interactive                     | BitComposer Interactive                     | Action               | Spiel              | 15.11.2016              |
| Der Marsianer – Rettet Mark Watney: Die VR-Erfahrung        | Advanced Visual Entertainment               |                                             | Casual Game          | Spiel              | 15.11.2016              |
| O! My Genesis VR                                            | XPEC Entertainment Inc.                     | XPEC Entertainment Inc.                     | Simulation           | Spiel              | 18.11.2016              |
| Time Machine VR                                             | Minority Media Inc.                         | Minority Media Inc.                         | Abenteuer            | Spiel              | 27.01.2017              |
| NBA 2K VR Erlebnis                                          | 2K Games                                    | 2K Games                                    | Sport                | Spiel              | 22.11.2016              |
| How We Soar                                                 | Penny Black Studios                         | Penny Black Studios                         | Casual Game          | Spiel              | 14.12.2016              |
| Pinball FX2 VR                                              | Zen Studios                                 | Zen Studios                                 | Arcade               | Spiel              | 24.01.2017              |
| HoloBall                                                    | TreeFortress Games                          | TreeFortress Games                          | Sport                | Spiel              | 29.11.2016              |
| Trackmania Turbo                                            | Nadeo                                       | Ubisoft                                     | Rennsport            | Spiel              | 24.03.2016              |
| Surgeon Simulator: Experience Reality                       | Bossa Studios                               | Bossa Studios                               | Simulation           | Spiel              | 03.12.2016              |
| Crystal Rift                                                | Psytec Games                                | Psytec Games                                | Action               | Spiel              | 29.11.2016              |
| Werewolves Within                                           | Red Storm Ent.                              | Ubisoft                                     | Party                | Spiel              | 24.01.2017              |
| Star Wars Battlefront Rogue One: X-Flügler VR-Mission       | Criterion Games                             | Electronic Arts                             | Shooter              | Spiel              | 06.12.2016              |
| Lethal VR                                                   | Three Fields Ent.                           | Team 17                                     | Action               | Spiel              | 24.01.2017              |
| Fruit Ninja VR                                              | Halfbrick Studios                           | Halfbrick Studios                           | Arcade               | Spiel              | 24.01.2017              |
| Starship Disco                                              | Solus Games                                 | Solus Games                                 | Action               | Spiel              | 21.12.2016              |
| Dexed                                                       | Ninja Theory                                | Ninja Theory                                | Shooter              | Spiel              | 01.02.2017              |
| Resident Evil 7: Biohazard                                  | Capcom                                      | Capcom                                      | Action               | Spiel              | 24.01.2017              |
| I Expect You To Die                                         | Schell Games                                | Schell Games                                | Rätsel               | Spiel              | 04.04.2017              |
| VR Ping Pong                                                | Merge Games                                 | Merge Games                                 | Sport                | Spiel              | 08.02.2017              |
| Lens PS VR                                                  | Lens Entertainment                          | Lens Entertainment                          | Casual Game          | Spiel              | 13.02.2017              |
| Proton Pulse +                                              | ZeroTransform Inc.                          | ZeroTransform Inc.                          | Arcade               | Spiel              | 15.02.2017              |
| VirZOOM Arcade                                              | VirZoom                                     | VirZoom                                     | Arcade               | Spiel              | 15.02.2017              |
| DiRT Rally PLUS PlayStation VR Bundle                       | Codemasters                                 | Codemasters                                 | Rennsport            | Spiel              | 17.02.2017              |
| Psychonauts In The Rhombus Of Ruin                          | Double Fine Productions                     | Double Fine Productions                     | Abenteuer            | Spiel              | 21.02.2017              |
| Mervils: A VR Adventure                                     | Vitruvius Technologies Inc.                 | Vitruvius Technologies Inc.                 | Rollenspiel          | Spiel              | 21.02.2017              |
| Dying: Reborn PSVR                                          | Oasis Games                                 | Oasis Games                                 | Abenteuer            | Spiel              | 28.02.2017              |
| Unearthing Mars                                             | Winking Ent.                                | Winking Ent.                                | Abenteuer            | Spiel              | 07.03.2017              |
| Darknet                                                     | Archiact Int.                               | Archiact Int.                               | Rätsel               | Spiel              | 07.03.2017              |
| Cyber Danganronpa VR The Class Trial Demo                   | Spike Chunsoft                              | Spike Chunsoft                              | Abenteuer            | Spiel              | 10.03.2017              |
| Korix                                                       | StellarVR                                   | StellarVR                                   | Strategie            | Spiel              | 28.03.2017              |
| Atomic Ghost Fleet                                          | Alchemy VR                                  | Alchemy VR                                  | Lernspiel            | Spiel              | 07.04.2017              |
| StarBlood Arena                                             | WhiteMoon Dreams                            | Sony Interactive Entertainment              | Action               | Spiel              | 12.04.2017              |
| VR Invaders - Complete Edition                              | My.com                                      | My.com                                      | Shooter              | Spiel              | 18.04.2017              |
| Bandit Six: Combined Arms                                   | Climax Studios                              | Climax Studios                              | Action               | Spiel              | 19.04.2017              |
| Statik                                                      | Tarsier Studios                             | Tarsier Studios                             | Rätsel               | Spiel              | 24.04.2017              |
| Symphony of the Machine                                     | Stirfire Studios                            | Stirfire Studios                            | Rätsel               | Spiel              | 26.04.2017              |
| VR-Ebenen                                                   | InFramez Technology                         | InFramez Technology                         | Action               | Spiel              | 27.10.2016              |
| Polybius                                                    | Llamasoft                                   | Llamasoft                                   | Arcade               | Spiel              | 10.05.2017              |
| VR Karts                                                    | View Point Games                            | View Point Games                            | Action               | Spiel              | 11.05.2017              |
| The Virtual Orchestra (Premium)                             | Sony Interactive Entertainment              | Sony Interactive Entertainment              | Casual Game          | Spiel              | 08.05.2017              |
| Farpoint                                                    | Impulse Gear                                | Sony Interactive Entertainment              | Ego-Shooter          | Spiel              | 17.05.2017              |
| Dick Wilde                                                  | Bolverk Games                               | PlayStack                                   | Action               | Spiel              | 17.05.2017              |
| Star Trek: Bridge Crew                                      | Red Storm Ent.                              | Ubisoft                                     | Abenteuer            | Spiel              | 30.05.2017              |
| Mortal Blitz                                                | Skonec Ent.                                 | Skonec Ent.                                 | Arcade               | Spiel              | 07.06.2017              |
| EVE: Valkyrie – Warzone                                     | CCP Games                                   | CCP Games                                   | Action               | Spiel              | 07.06.2017              |
| Chess Ultra                                                 | Ripstone Ltd                                | Ripstone Ltd                                | Simulation           | Spiel              | 21.06.2017              |
| Ancient Amuletor                                            | TiGames                                     | Time of Virtual Reality                     | Arcade               | Spiel              | 27.06.2017              |
| Arizona Sunshine                                            | Vertigo Games                               | Vertigo Games                               | Action               | Spiel              | 05.07.2017              |
| Gnog                                                        | KO_OP                                       | Double Fine Productions                     | Rätsel               | Spiel              | 02.05.2017              |
| Fantastic Contraption                                       | Northway Games                              | Radial Games                                | Lernspiel            | Spiel              | 11.07.2017              |
| Downward Spiral: Horus Station                              | 3rd Eye Studios                             | 3rd Eye Studios                             | Action               | Spiel              | 18.09.2018              |
| PixelJunk VR Dead Hungry                                    | Q-Games                                     | Q-Games                                     | Action               | Spiel              | 07.11.2017              |
| Fated: The Silent Oath                                      | Frima Studio                                | Frima Studio                                | Abenteuer            | Spiel              | 28.03.2017              |
| Racket Fury: Table Tennis                                   | 10Ants Hill                                 | 10Ants Hill                                 | Arcade               | Spiel              | 04.10.2018              |
| MLB Home Run Derby VR                                       | MLB Advanced Media                          | MLB Advanced Media                          | Sport                | Spiel              | 19.10.2018              |
| Mind Labyrinth VR Dreams                                    | Frost Earth Studio                          | Oxygene                                     | Abenteuer            | Spiel              | 23.10.2018              |
| Wales Interactive VR Bundle                                 | Wales Interactive Limited                   | Wales Interactive Limited                   | Abenteuer            | Spiel              | 23.10.2018              |
| Drone Striker                                               | Userjoy Technology                          |                                             | Shooter              | Spiel              | 17.10.2018              |
| Pixel Ripped 1989                                           | ARVORE Immersive Games                      | ARVORE Immersive Experiences                | Action               | Spiel              | 16.10.2018              |
| Neverout                                                    | Gamedust                                    |                                             | Gehirntraining       | Spiel              | 23.10.2018              |
| Tom Grennan VR                                              | 4th Floor Creative                          | Sony Interactive Entertainment              | Musikspiel           | Experience         | 27.07.2018              |
| The Last Guardian VR Demo                                   | Sony Interactive Entertainment              | Sony Interactive Entertainment              | Action               | Experience         | 12.12.2017              |
| Spider-Man: Homecoming - Virtual Reality Experience         | Sony Pictures Virtual Reality               | Sony Pictures Entertainment                 | Action               | Experience         | 30.06.2017              |
| Apollo 11 VR                                                | Immersive VR Education                      | Immersive VR Education                      | Lernspiel            | Experience         | 01.03.2017              |
| PlayStation VR Demo                                         |                                             | Sony Interactive Entertainment              | Action               | Experience         | 13.10.2016              |
| PlayStation VR Demo 2                                       |                                             | Sony Interactive Entertainment              | Action               | Experience         | 08.11.2017              |
| Discovery                                                   | Noowanda                                    | Noowanda                                    | Action               | Experience         | 22.11.2017              |
| anywhereVR                                                  | Sony Music Entertainment                    | Sony Music Entertainment                    | Casual Game          | Experience         | 27.10.2017              |
| Everest VR                                                  | Sólfar Studios                              | Sólfar Studios                              | Simulation           | Experience         | 04.10.2017              |
| Ctrl                                                        | Breaking Fourth                             | Breaking Fourth                             | Casual Game          | Experience         | 23.06.2017              |
| Chernobyl VR Project                                        | The Farm 51                                 | The Farm 51                                 | Abenteuer            | Experience         | 29.09.2017              |
| David Attenborough’s First Life VR                          | Alchemy VR                                  | Alchemy VR                                  | Casual Game          | Experience         | 07.04.2017              |
| Cocos Shark Island                                          | Alchemy VR                                  | Alchemy VR                                  | Casual Game          | Experience         | 07.04.2017              |
| Joshua Bell VR-Erlebnis                                     | Sony Interactive Entertainment              | Sony Interactive Entertainment              | Musikspiel           | Experience         | 14.02.2017              |
| Within                                                      | Within Unlimited                            | Within Unlimited                            | Casual Game          | Experience         | 08.12.2016              |
| Perfect                                                     | nDreams                                     | nDreams                                     | Simulation           | Experience         | 24.01.2017              |
| Allumette                                                   | Penrose Studios                             | Penrose Studios                             | Interaktiver Film    | Experience         | 24.01.2017              |
| Littlstar VR Cinema                                         | Little Star Media Inc.                      | Little Star Media Inc.                      | Casual Game          | Experience         | 13.10.2016              |
| Kismet                                                      | Psyop                                       | Psyop                                       | Puzzle               | Experience         | 24.01.2017              |
| Invasion!                                                   | Baobab Studios                              | Baobab Studios                              | interaktiver Film    | Experience         | 24.01.2017              |
| Virry VR: Feel the Wild                                     | Fountain Digital Labs                       | Fountain Digital Labs                       | Familie              | Experience         | 10.03.2017              |
| Zone of the Enders: The 2nd Runner - Mars                   | Cygames                                     | Konami                                      | Action               | Spiel              | 06.09 2018              |
| Beat Saber                                                  | Hyperbolic Magnetism                        | Beat Games                                  | Musikspiel           | Spiel              | 20.11.2018              |

## Angekündigte Spiele
Nachfolgend eine Liste von angekündigten PlayStation-VR-Spielen.
| Titel       | Entwickler          | Herausgeber   | Genre        | Spiel / Experience | Veröffentlichung D/A/CH |
| ----------- | ------------------- | ------------- | ------------ | ------------------ | ----------------------- |
| Star Child  | Playful Corporation | GameTrust     | Jump ‘n’ Run | Spiel              | TBA                     |
| Skyworld VR | Vertigo Games       | Vertigo Games | Strategie    | Spiel              | TBA                     |